# Октябрьское (Ульяновская область)
Октябрьское (до 1960 года — Безобразовка) — село в Павловском районе Ульяновской области, в составе Холстовского сельского поселения.
Население — 764 (2010)

## География
Село находится в пределах Приволжской возвышенности, являющейся частью Восточно-Европейской равнины, при вершине балки Жилой Дол, на высоте около 300 метров над уровнем моря. Рельеф местности холмистый. Почвы — светло-серые лесные и чернозёмы выщелоченные.
Село расположено примерно в 6,3 км по прямой в северном направлении от районного центра посёлка городского типа Павловка. По автомобильным дорогам расстояние до районного центра составляет 14 км, до областного центра города Ульяновска — 240 км.

## История
В 1701 году, по грамоте Приказа Казанского дворца, были выделены земли капралу Троицкого драгунского полка Алексею Артемьеву сыну Безобразову (200 четвертей) и подъячему Дмитрию Жданову (100 четвертей), переселенцами из-под Пензы, и первоначально называлось Безобразовка. В селе находились имения 4-х крупных помещиков: Безобразова, Пятинского, Дурова, Кадаринского. После смерти Жданова в 1716 году, его поместье перешло по купчей крепости к секретарю преображенского приказа Василию Григорьевичу Казаринову. Он построил село Никольское, Безобразовка тож. 7 февраля 1729 года выходит указ о строительстве церкви в Безобразовке: «построить вновь церковь во имя Николая Чудотворца в сельце Никольском».
В Списке населённых мест Российской империи по сведениям за 1859 год упоминается как владельческое село Безобразовка (Никольское) Хвалынского уезда Саратовской губернии, расположенное при колодцах по правую сторону тракта из города Хвалынска в квартиру второго стана и в Кузнецкий уезд на расстоянии 70 вёрст от уездного города. В населённом пункте насчитывалось 208 дворов, проживали 676 мужчин и 714 женщин, имелись православная церковь и 4 мельницы. Рядом же находилась деревня Безобразовский выселок, в котором находился Винокуренный завод. 
В 1888 году открыта церковно-приходская школа. 
Согласно переписи 1897 года в Безобразовке проживали 1745 жителей (823 мужчины и 922 женщины), из них православных — 1580.
Согласно списку населённых мест Саратовской губернии 1914 года Безобразовка являлась волостным селом Павловской волости, в селе проживали 2086 человек, бывшие крепостные крестьяне, преимущественно великороссы, составлявшие 7 сельских обществ (бывших владельческих крестьян Безобразова, Казаринова, Пятницкого, Цимбалина, Барковского, Г. Черткова и В. Черткова).
В 1927 году организован первый колхоз «Ключики», в 1929 году ещё два — «Красное поле» и «Пробуждение». В 1930 году все три колхоза объединились в один колхоз имени Карла Маркса. 
В 1960 году село Безобразовка было переименовано в село Октябрьское
В селе Октябрьское долгое время жил и работал председателем колхоза , затем директором агрофирмы,,Заря", почётный гражданин Ульяновской области , Кожевников Петр Дмитриевич. При нем были построены новые дома ,школа, медпункт, столовая, лимонадный цех, колбасный цех, производили сельхоз продукцию,  делали гвозди строительные, изготавливали комбикорма для животных, также были построены детский сад, дом культуры, церковь Николая чудотворца, заасфальтированы все дороги.  Продукция агрофирмы реализовалась не только по Ульяновской области,но и за её пределами. 

## Население
Динамика численности населения по годам:
| Годы      | 1859 | 1897 | 1911 | 2002 |
| --------- | ---- | ---- | ---- | ---- |
| Население | 1390 | 1745 | 2086 | 500  |

| 2010 |
| ---- |
| 764  |

Национальный состав
Согласно результатам переписи 2002 года русские составляли 81 % населения села.